# 카타키리 쥰이치로
카타키리 쥰이치로(일본어: 片桐 順一郎, 1970년 8월 24일 ~ )는 일본 배우이다.

## 출연

### TV 드라마
- 고속전대 터보레인저 - 히노 요스케
- 특수로보 쟌퍼슨 - 타카이도 시로